# Micrathena furcata
Micrathena furcata är en spindelart som först beskrevs av Carl Wilhelm Hahn 1822.  
Micrathena furcata ingår i släktet Micrathena och familjen hjulspindlar. Inga underarter finns listade i Catalogue of Life.